# .gm
.gm ist die länderspezifische Top-Level-Domain (ccTLD) von Gambia. Sie existiert seit dem 28. März 1997 und wird von der Organisation GM-NIC mit Sitz in Serekunda verwaltet. Anmeldungen von Domains werden ausschließlich auf zweiter Ebene vorgenommen.